# Joana Sá
Joana Sá (* 1979 in Lissabon) ist eine portugiesische Improvisationsmusikerin (Piano, auch Sopransaxophon), Komponistin und Interpretin von Neuer bzw. zeitgenössischer klassischer Musik.

## Leben und Wirken
Sá studierte in Lissabon, Paris und Castelo Branco und machte ihren Abschluss als Konzertpianistin bei Caio Pagano und Paulo Álvares. Sie erhielt ein INOV-ART-Stipendium für die Entwicklung mehrerer Projekte im Rahmen des Programms Contemporary Instrumental Techniques Applied to Performative Improvisation an der Hochschule für Musik und Tanz Köln.
Sá wurde als Pianistin auf verschiedene internationale Festivals eingeladen, etwa zum Festival Música Viva, Forum Neue Musik, Ring Ring Festival oder zu Jazz Cerkno. Sie ist Mitglied der Musikensembles Powertrio (mit Luís José Martins und Eduardo Raon) und Máquina Lírica. Weiterhin arbeitete sie langjährig mit der Künstlerin Rita Sá, mit der sie Ausstellungen in Siggraph Asia (Yokohama), 255 Canal und Gallery of Visual Arts (New York) hatte.
Sá war ab 2007 Musikkoordinatorin am Centro de Estudos de Novas Tendências Artísticas. Später arbeitete sie mit dem Künstler Pedro Diniz Reis zusammen, mit dem sie das Projekt „6489 AA für präpariertes Klavier“ entwickelte. Sie nahm für den Deutschlandfunk und für Antena 2 auf. Ihr erstes Solowerk 'through this looking glass' wurde von Daniel Neves gefilmt und erschien 2011 als DVD/CD beim Label blinker – Marke für Rezentes. Im Quintett Turbamulta arbeitete sie in einer ungewöhnlichen Instrumentalkonstellation (mit Cello, Daxophon/Harfe, Gitarre und Perkussion neben ihrem Piano). Mit Savina Yannatou veröffentlichte sie 2020 das Album Ways of Notseeing, das als „Werk von seltener kollektiver Vision und Empathie“ begeisterte. Als Saxophonistin ist sie in dem großformatigen elektroakustischen Ensemble IKB zu hören, das Ernesto Rodrigues leitet und die Alben Hippocampus guttulatus sowie Titanus giganteus vorlegte. Sie komponierte auch für den Film.

## Diskographische Hinweise
- Through This Looking Glass (Blinker 2011)
- Joana Sá & Luís José Martins: Almost a Song (Shhpuma 2013)
- Elogio da Desordem (In Praise of Disorder) (Shhpuma 2013)
- Powertrio: Di Lontan (Clean Feed/Shhpuma 2015)[5]
- Turbamulta (Clean Feed 2018, mit Eduardo Raon, Luís André Ferreira, Luís José Martins, Nuno Aroso)
- Savina Yannatou & Joana Sá: Ways of Notseeing (Clean Feed 2020)
- Ernesto Rodrigues, Joana Sá, Luísa Gonçalves, Carlos Santos: Melt (Creative Sources 2021)